# Joachim Streich
Joachim Streich   (Wismar, 13 d'abril de 1951 - Leipzig, 16 d'abril de 2022) fou un futbolista de la República Democràtica Alemanya de la dècada de 1970.

## Trajectòria esportiva
Pel que fa a clubs, destacà a Hansa Rostock (1967-1975) i 1. FC Magdeburg (1975-1985). Jugà 378 parits de lliga, marcant el rècord de 229 gols. És el màxim golejador de la lliga de la RDA de tots els temps. També marcà 17 gols en 42 partits europeus. Els anys 1979 i 1983 fou nomenat futbolista de l'any de la República Democràtica Alemanya.
Entre 1969 i 1984 disputà 102 partits amb Alemanya de l'Est, marcant 53 gols. És el jugador que més partits ha disputat i gols ha marcat amb la selecció de la RDA. Participà en el Mundial de 1974 on marcà dos gols en quatre partits.
Un cop retirat fou entrenador dels clubs 1. FC Magdeburg, Eintracht Braunschweig i FSV Zwickau.

## Palmarès
1. FC Magdeburg
- Copa de la RDA de futbol: 3
  - 1977-78, 1978-79, 1982-83

Selecció de la RDA
- Medalla de bronze als Jocs Olímpics d'Estiu: 1
  - 1972